# Kiang West

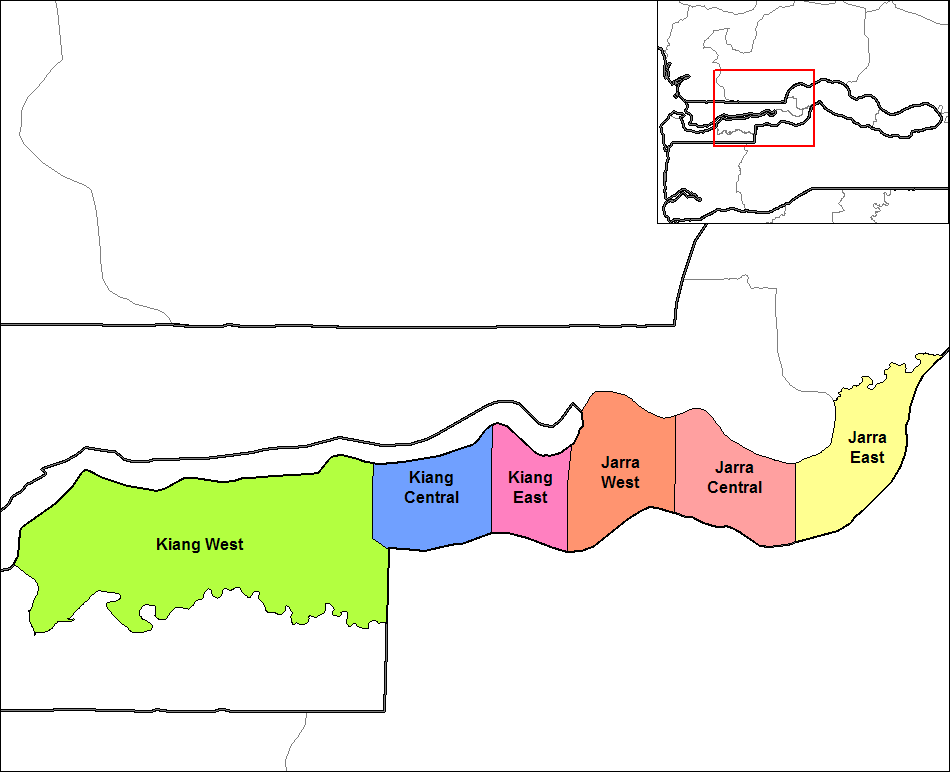
Mapa dos distritos da Divisão do Rio Inferior na Gâmbia

Kiang West é um distrito da Gâmbia.